# Sunnyside (Washington)
Sunnyside az Amerikai Egyesült Államok északnyugati részén, Washington állam Yakima megyéjében elhelyezkedő város. A 2010. évi népszámlálási adatok alapján 15 858 lakosa van.

## Történet
A települést Walter Granger alapította 1893-ban; a Sunnyside nevet W. H. Cline kereskedő választotta. Granger részt vett a Sunnyside-csatorna kivitelezésében, azonban az 1893-as válság miatt hitelezői nem finanszírozták tovább a projektet, ezért a település népessége hét családra csökkent. 1901-re a népesség megduplázódott; Sunnyside-ban ekkor egy bank, tizenegy üzlet, három szálloda, egy újság, két kovácsműhely, két istálló, három templom és egy iskola működött. Az 1902-ben ideérkező vallási csoport tagjai saját templomot építettek, amely Yakima megye legnagyobbika volt.
Sunnyside 1902. szeptember 16-án kapott városi rangot; első polgármestere James Henderson gyógyszerész volt.
Az ideköltöző baptisták felvásárolták a teljes várost; ők nyitották meg az első bankot és indították el a telefonszolgáltatást. A csoport betiltotta az alkoholt, a táncot és a szerencsejátékot; ezek miatt a korabeli térképek a várost kereszt vagy glória szimbólummal ábrázolták. Később az 1930-as évekbeli porviharok elől menekülők is megjelentek Sunnyside-ban.
Az öntözés miatt az utcák túlságosan sarasak lettek, ezért William Bright „Bill” Cloud polgármester elrendelte azok leburkolását. A projekt költsége hatvankétezer dollár volt.
1948-ban Sunnyside lett Washington állam első olyan települése, ahol az adminisztratív feladatok ellátására városmenedzsert alkalmaznak; az ő feladata a tanácsadás mellett az önkormányzat napi működésének felügyelete és a közalkalmazottak személyéről történő döntés. A képviselőtestület nem bírálhatja felül a menedzser döntéseit, azonban szavazás útján leválthatják.
1979-ben Sunnyside elnyerte az All-America City Award elismerést, amelyet olyan helységek kaphatnak meg, ahol a lakosok, a vállalkozások és a városvezetés aktívan együttműködnek a település fejlesztésében.

## Éghajlat
A város éghajlata mediterrán (a Köppen-skála szerint Csb).
| Hónap                         | Jan.  | Feb.  | Már.  | Ápr.  | Máj. | Jún. | Júl. | Aug. | Szep. | Okt.  | Nov.  | Dec.  | Év    |
| ----------------------------- | ----- | ----- | ----- | ----- | ---- | ---- | ---- | ---- | ----- | ----- | ----- | ----- | ----- |
| Rekord max. hőmérséklet (°C)  | 21,1  | 22,2  | 27,8  | 35,6  | 40,0 | 41,7 | 43,9 | 42,2 | 39,4  | 32,2  | 25,0  | 20,6  | 43,9  |
| Átlagos max. hőmérséklet (°C) | 5,0   | 9,4   | 15,0  | 19,4  | 24,4 | 28,3 | 32,8 | 32,2 | 27,2  | 20,0  | 10,6  | 3,9   | 19,1  |
| Átlagos min. hőmérséklet (°C) | −3,3  | −1,7  | 1,1   | 3,9   | 8,3  | 11,7 | 13,9 | 12,8 | 8,3   | 3,3   | −0,6  | −3,9  | 4,5   |
| Rekord min. hőmérséklet (°C)  | −32,2 | −28,3 | −13,9 | −15,6 | −3,9 | 0,0  | 3,9  | 2,2  | −7,8  | −11,1 | −30,6 | −34,4 | −34,4 |
| Átl. csapadékmennyiség (mm)   | 23    | 17    | 15    | 15    | 15   | 14   | 4    | 6    | 11    | 16    | 23    | 32    | 191   |
| Forrás: The Weather Channel   |       |       |       |       |      |      |      |      |       |       |       |       |       |

## Népesség
A 2010-es népszámláláskor a városnak 15 858 lakója, 4332 háztartása és 3428 családja volt. A népsűrűség 813,7 fő/km2. A lakóegységek száma 4556, sűrűségük 233,8 db/km2. A lakosok 43,4%-a fehér, 0,3%-a afroamerikai, 0,9%-a indián, 0,7%-a ázsiai,  52,3%-a egyéb, 3,2%-a pedig kettő vagy több etnikumú. A spanyol vagy latino származásúak aránya 82,2% (   )
A háztartások 57,8%-ában élt 18 évnél fiatalabb. 49,6% házas, 21,1% egyedülálló nő, 8,4% egyedülálló férfi, 20,9% pedig nem család. 17% egyedül élt; 8,6%-uk 65 éves vagy idősebb. Egy háztartásban átlagosan 3,6 személy élt; a családok átlagmérete 4,02 fő.
A medián életkor 25 év volt. A város lakóinak 38,5%-a 18 évesnél fiatalabb, 11,4% 18 és 24 év közötti, 26,4%-uk 25 és 44 év közötti, 15,3%-uk 45 és 64 év közötti, 8,3%-uk pedig 65 éves vagy idősebb. A lakosok 50,1%-a férfi, 49,9%-a pedig nő.

## Rendezvények és látnivalók

### Lighted Farm Implement Parade
Az először 1989-ben megrendezett eseményt „északnyugat első számú lámpás felvonulásának” nevezik. Az általában december elején megtartott parádén kivilágított mezőgazdasági gépek (például kombájnok, permetezők és traktorok) vesznek részt. Az AßE tévécsatorna szerint a rendezvény az USA tíz legjobb ilyen eseménye között van. A parádé a Yakima-völgy első ilyen jellegű rendezvénye.

### Darigold sajtgyár
A Darigold Dairy Fair évente közel hetvenezer tonna sajtot állít elő; az üzem leginkább a cirkuszra emlékeztető díszítéséről (például a trapézstruktúrán hintázó tehénfigurák) ismert. A gyárhoz tartozó bolt 2012-ben megszűnt.

### Sunnyside Historical Museum
A belvárosban található múzeum Sunnyside első lakóinak történetét mutatja be. Az intézménynek otthont adó épület Robert és Martha McIntosh ajandéka, akik azt a Ball család vállalkozásától vásárolták meg.

## Oktatás
A város első iskoláinak többsége leégett vagy elbontásra került. Az 1927-ben épült Lincoln School női tanárai 1928-ban nem házasodhattak; ha megtették, munkaviszonyuk megszűnt. Az iskola az H. Lloyd Miller által adományozott területen nyílt meg; Miller és felesége később egy játszótérnek használható telket is átadott a tankerületnek.
A helyi gimnázium (Sunnyside High School) 2015-ben, 2016-ban és 2017-ben is elnyerte a School of Distinction díjat, amelyet azon intézmények kaphatnak meg, ahol az elmúlt öt évben számottevően fejlődött az angol nyelv és a matematika oktatása, valamint jelentősen nőtt az iskolát elvégzők száma.
Sunnyside-ban egy közkonyvtár található, amely az 1911-ben megnyílt Carnegie könyvtár helyén működik. Az intézmény a Yakima Valley Libraries második legnagyobb intézménye, egyben itt található a hálózat legnagyobb spanyol nyelvű gyűjteménye.

## Nevezetes személyek
- Bonnie Jeanne Dunbar, asztronauta[31]
- Dan Newhouse, politikus[32]
- Earl Smith, baseballjátékos[33]
- Irv Newhouse, politikus[34]
- Jake Kupp, NFL-játékos[35]
- Jens Pulver, ökölvívó[36]
- Jim Pomeroy, motorversenyző[37]
- Rob Thomas, producer[38]
- Scott Linehan, NFL-edző[39]
- Scott Meyer, képregényrajzoló[40]

## Fordítás
Ez a szócikk részben vagy egészben  a   Sunnyside, Washington című angol Wikipédia-szócikk ezen változatának fordításán alapul.  Az eredeti cikk szerkesztőit annak laptörténete sorolja fel. Ez a jelzés csupán a megfogalmazás eredetét és a szerzői jogokat jelzi, nem szolgál a cikkben szereplő információk forrásmegjelöléseként.